# یوکسک‌اوبا (یوسف‌علی)
یوکسک‌اوبا (به ترکی استانبولی: Yüksekoba، به ارمنی: Կոբակ) یک منطقهٔ مسکونی در ترکیه است که در یوسف‌علی واقع شده‌است. یوکسک‌اوبا ۱۱۶ نفر جمعیت دارد.